# Никола Димитров (революционер)
Вижте пояснителната страница за други значения на Никола Димитров.
Никола (Кольо) Димитров е български революционер от Македония, войвода на Вътрешната македоно-одринска революционна организация.

## Биография
Роден е в леринското село Горно или Долно Котори, тогава в Османската империя. Взема дейно участие в националноосвободителните борби на българите в Македония и става член на ВМОРО. Участва в Илинденско-Преображенското въстание като войвода на селска чета. По време на въстанието участва в сражението при Писодер.